# Achilles Nikolajewitsch Alferaki

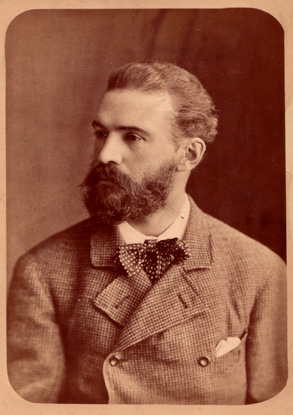
Achilles Alferaki (1882)

Achilles Nikolajewitsch Alferaki (griechisch Αχιλλέας Αλφεράκης – Achilléas Alferákis, russ. Ахиллес Николаевич Алфераки – Achilles Nikolajewitsch Alferaki, manchmal auch als Akhilles oder Ahilles transkribiert; * 3. Juli 1846 in Charkow, Russisches Kaiserreich; † 27. Dezember 1919 in Petrograd) war ein russischer Komponist und Politiker griechischer Abstammung.

## Leben
Achilles Alferaki wurde 1846 in Charkow (heute Ukraine) geboren. Seine Kindheit verbrachte er in der Stadt Taganrog in einem Palast in der Katholischen Straße (z. Zt. der Alferaki-Palast in der Frunse-Straße). Achilles erhielt eine gute Hausausbildung und wurde Student der historischen und philologischen Fakultät der Moskauer Universität, wo er neben anderen Fächern auch Musiktheorie unter der Leitung von Professor Frosch studierte. Musik war sein Lieblingshobby, doch konnte er seine Zeit nicht alleine der Musik widmen. Familiengeschäfte brachten ihn wieder nach Taganrog, wo er sich Ende 1870 niederließ.

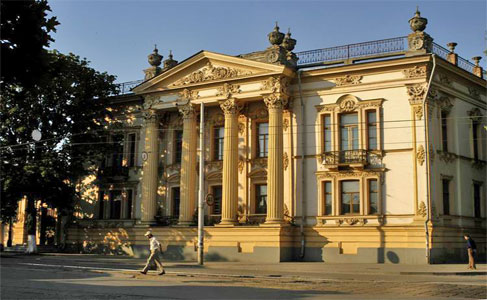
Alferaki-Palast in Taganrog

1880 wurde Alferaki zum Bürgermeister Taganrogs gewählt. Während seiner Amtszeit sorgte er für Verbesserung der Sauberkeit und Schönheit Taganrogs und nahm an der Gründung verschiedener Wohltätigkeitsinstitutionen teil. Zu seiner Bürgermeisterzeit wurden die Straßen Taganrogs mit Pflaster bedeckt und mit Bäumen bepflanzt; die ersten Bürgersteige kamen in Gebrauch.
Der Bürgermeister förderte das Ausbildungssystem der Stadt. Manche seiner Vorschläge wurden oft für fantastisch und verschwenderisch seitens Taganroger Politiker gehalten, einige davon wurden jedoch verwirklicht, wie z. B. Alferakis Vorschläge, in Taganrog ein Denkmal für den Zaren Peter den Großen zu errichten oder den Taganroger Hafen zu modernisieren.
Der Bürgermeister war sehr musikalisch. Taganrog wurde zu einer echten Musikstadt im russischen Süden. In seinem Haus in der Gretscheskaja-Straße wurde gespielt und gesungen, getanzt und Karten gespielt. Alferaki war berühmt für seine Fähigkeit, schnell und leicht Karikaturen zu zeichnen. Viele davon sind bis heute erhalten geblieben.
1888 kündigte Alferaki seine Dienststelle und siedelte nach Sankt Petersburg um. Ab 1891 war er Verwalter der Kanzlei des Innenministeriums, dann Direktor der Telegraphagentur. Seine Freizeit widmete er hauptsächlich der Musik. Er schrieb über 100 Romanzen und zwei Opern: „Erlkönig“ und „Heidentochter“. Alferaki starb 1919.
Er war der Bruder des Zoologen Sergei Nikolajewitsch Alferaki.